# Guerres anglo-écossaises
 (décembre 2018).

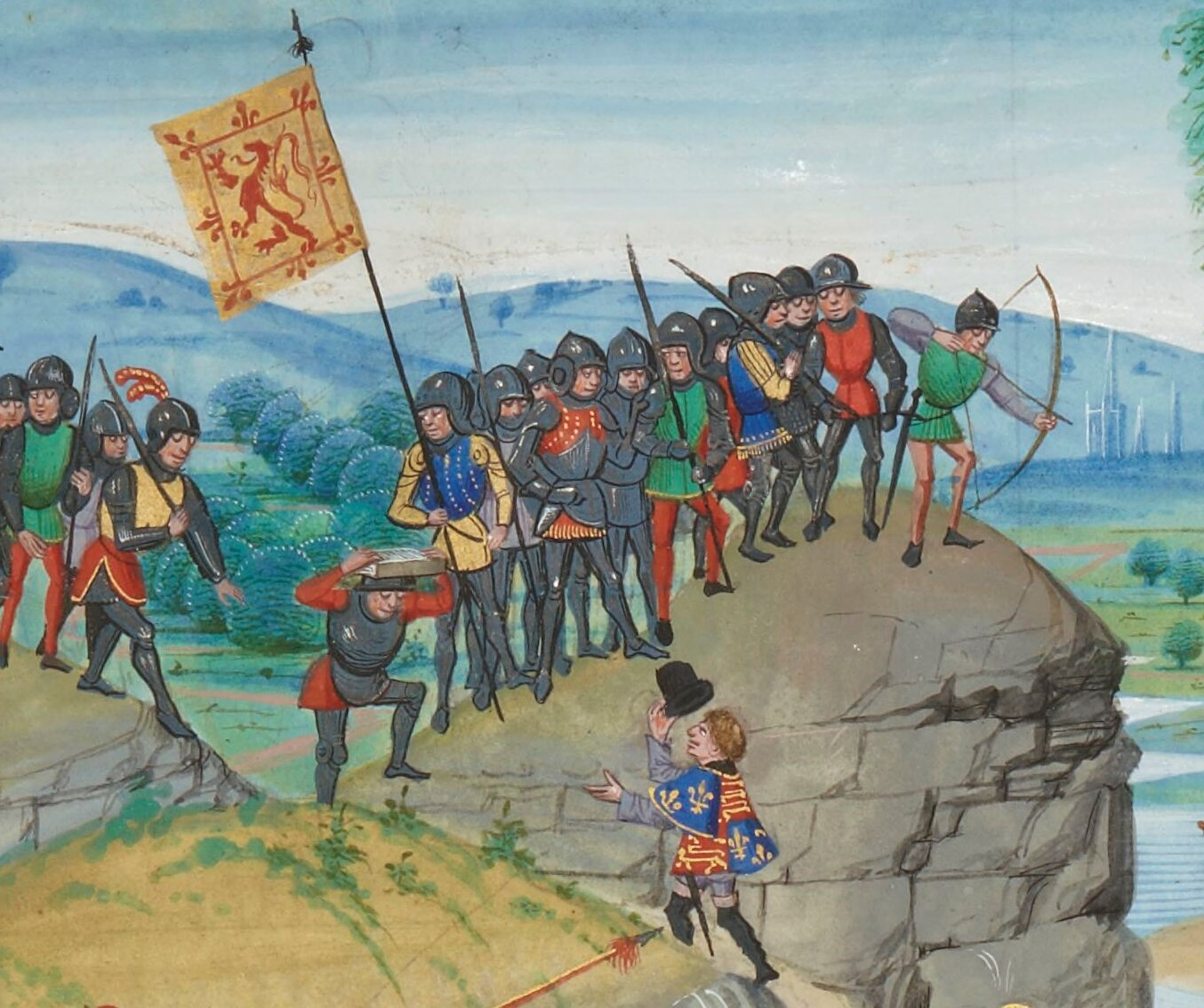
Une illustration du XIVe siècle montrant un messager anglais approchant d'une troupe de soldats Écossais.

Les guerres Anglo-écossaises furent composées de nombreuses batailles entre le Royaume d'Angleterre et le Royaume d’Écosse à l'époque de la guerre d'Indépendance durant le début du XIVe siècle et la fin du XVIe siècle. 
Bien que les guerres d'indépendance, durant lesquelles l’Écosse résista deux fois à la tentative de conquête des rois Plantagenêts qui était sur le trône d'Angleterre, se terminèrent officiellement par les traités de 1328 et 1357, les relations entre les deux nations restèrent tendues. Les invasions anglaises continuèrent sous Richard II et Henri IV, ce qui rendit le conflit endémique. Certains points sur la frontière restèrent sous l'occupation anglaise, comme le Château de Roxburgh ou le port de Berwick-upon-Tweed. Roxburgh fut repris par les Écossais en 1460 sous Marie d'Egmont après la mort de James II durant la campagne militaire. De même, Berwick changea de mains d’innombrables fois, chacun des assaillants tirant avantage des faiblesses de l'autre au moment opportun. Le point culminant de la victoire anglaise fut la prise du port de Berwick par Richard, duc de Gloucester en 1482.
L'Angleterre fut très préoccupée par la guerre des Roses, ce qui conduisit à une amélioration des relations sur la frontière durant le XVe siècle, et durant la première décennie du XVIe siècle, Jacques IV d'Écosse et Henri VII d'Angleterre firent des efforts pour obtenir la paix. Ce ne fut qu'une brève trêve avant l'accession au trône anglais du belliqueux Henri VIII et de la grande erreur de Jacques IV qui décida d'une incursion en Northumbrie en 1513, qui se termina par la bataille de Flodden. Trois décennies plus tard, après la mort de Jacques V en 1542, la « Rough Wooing » commença. La dernière bataille que l'Écosse mena en toute indépendance fut celle de Pinkie Cleugh, en septembre 1547. Les conflits continuèrent néanmoins. 
La France joua un rôle clé durant la période des guerres anglo-écossaises. Les Écossais se battaient au côté des Français contre les Anglais durant la guerre de Cent Ans (1337-1453), les deux alliés respectant l'Auld Alliance. En contrepartie l'Écosse bénéficiait de l'aide des Français sur son propre sol afin de combattre les Anglais. Cette Alliance eut de grandes conséquences pour tous les parties durant le XVIe siècle.
Les guerres anglo-écossaises se sont officiellement terminées par l'union des couronnes en 1603, et scellées par l'accession de Jacques VI d'Écosse au trône d'Angleterre sous le nom de Jacques Ier. Les conflits entre les deux pays restèrent néanmoins présent de manière tout aussi sanglante et encore plus complexe durant le XVIIe siècle.

## Guerres de Frontière

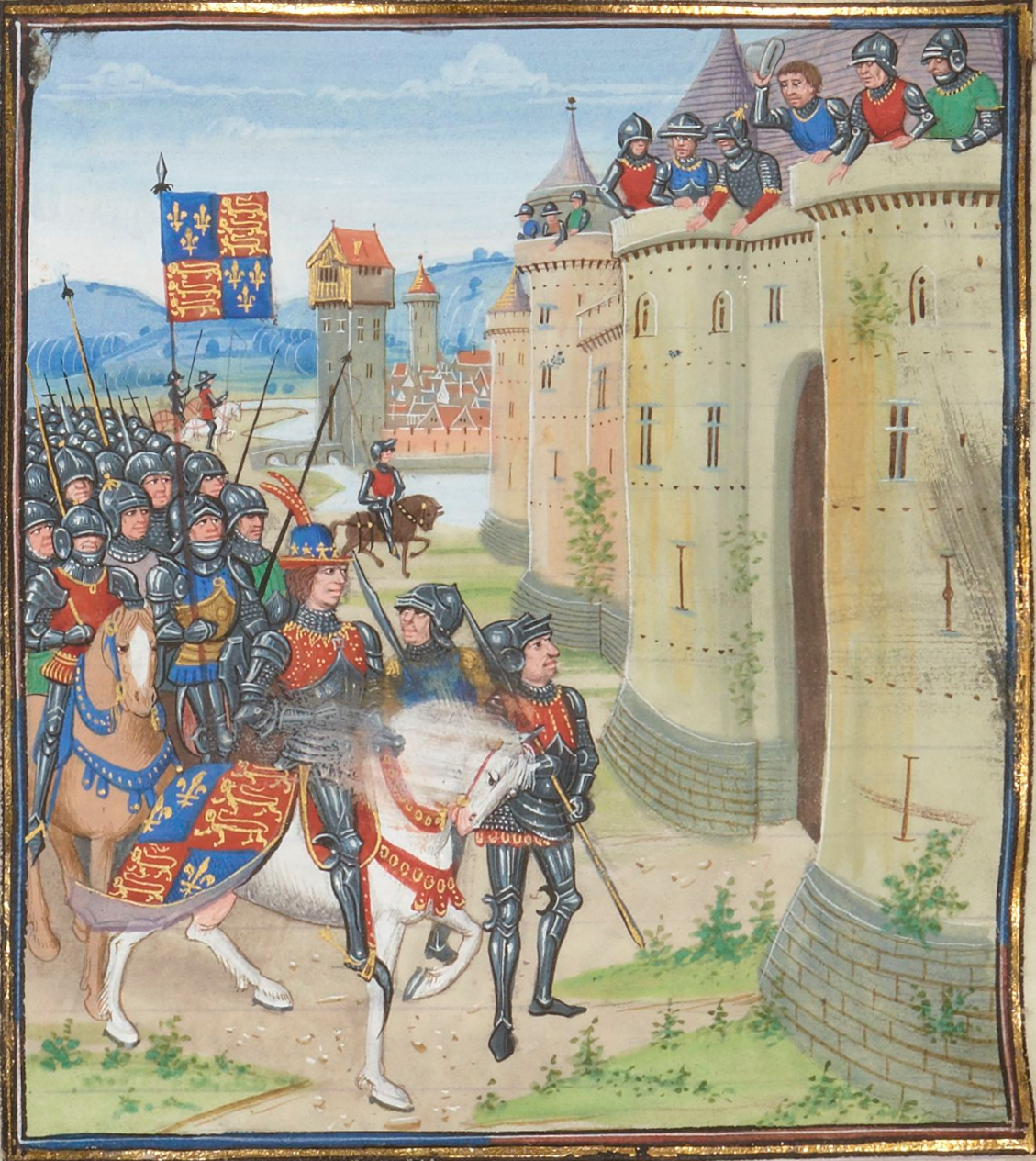
L'armée anglaise à Berwick upon Tweed, 1482

Durant la première moitié du XVe siècle, il y eut de nombreux conflits sur la frontière entre l'Angleterre et l’Écosse, symbolisé par la célèbre bataille de Sark en 1448.

## la campagne de Flodden
L'Angleterre, dirigée par Henri VIII, déclara la guerre à la France en 1512 (une partie de la guerre de la Ligue de Cambrai). Jacques IV d'Écosse envahit l'Angleterre pour prouver la validité de l'alliance, même s'il avait épousé la sœur d'Henri, Marguerite. En 1513, après quelques raids, l'armée écossaise attaqua de toute sa puissance. Son artillerie submergea rapidement les forces anglaises et les écossais s'emparèrent des Châteaux de Norham et de Wark. Cependant, le sens de la chevalerie de Jacques IV le poussa à décider d'une bataille finale en face-à-face. La bataille devait se jouer contre le comte de Surrey. Le roi d'Écosse attendit en position mais le duc manœuvra et les attaqua par-derrière. Là, fut jouée la bataille de Flodden, Jacques IV fut tué, ainsi qu'un grand nombre de ses hommes. La bataille fut immortalisée dans la chanson Flowers of the Forest. 

## 1514-1523
Jacques V d'Écosse avait à peine un an quand son père mourut. De nombreuses personnalités se battirent pour le pouvoir et la garde de l'enfant. Henri VIII encouragea secrètement plusieurs d'entre eux, afin d’attiser le conflit.
Après la prise de pouvoir du comte d'Angus, la paix fut restaurée entre l'Angleterre et l'Écosse.

## La campagne de Solway Moss
Quand Jacques V arriva à l'âge adulte et prit le contrôle, il renversa les Angus et rétablit l'alliance avec la France. Il épousa en premières noces Madeleine de Valois, une fille de François Ier. Quand elle mourut quelques mois plus tard de la tuberculose, il épousa Marie de Guise. Les tensions entre l'Angleterre et l'Écosse s’amplifièrent à nouveau ; pas tant parce qu'Henri VIII avait rompu avec l'église catholique romaine et entreprit la dissolution des monastères, mais parce que Jacques V était en bonne grâce avec Rome et que de puissants hommes, comme David Beaton, avaient été nommés Cardinaux. 
La guerre survint de nouveau en 1541. Encore une fois, tout commença par de petites escarmouches sur la frontière. Cependant, Jacques V envoya une armée sans grands chefs et divisée en Angleterre. Il essuya une humiliante défaite à la bataille de Solway Moss.

## Le «Rough Wooing» ou la cour brutale
Jacques V mourut peu après cette défaite. Encore une fois, l'héritier de la couronne n'était qu'un enfant : c'était Marie Stuart. Henri VIII essaya de profiter de la division de l'Écosse pour obtenir une alliance qui serait scellée par le mariage de Marie et de son fils Edward (ce qui fut nommé « the Rough Wooing »). Quand le Cardinal Beaton prit le contrôle du gouvernement écossais, il renouvela l'alliance avec la France, Henry VIII réagi en 1544 en envoya une armée commandée par le comte de Hertford, l'oncle d'Edward, pour piller et massacrer tout le sud de l'Écosse afin de les faire changer d'avis concernant le mariage visé par le roi. La campagne militaire continua l'année suivante mais certaines familles Écossaises se réconcilièrent et finirent par gagner la bataille d'Ancrum Moor, ce qui arrêta pendant quelque temps les assaillants Anglais.
Henri VIII mourut en 1547. Hertford, désormais protecteur et duc de Somerest, essaya lui aussi de forcer une alliance, mais aussi d'imposer l'église Anglicane en Écosse. Il gagna la grande bataille de Pinkie Cleugh, mais Marie fut envoyée en France pour épouser l'héritier du trône, le futur François II. La guerre dura encore quelques années mais les Français vinrent aider les Écossais en engageant des troupes. Sans paix, le régime de Somerset ne put soutenir l'effort de guerre. Le duc de Somerset fut alors détrôné et décapité.

## La réforme de l'Écosse
Pinkie Cleugh fut la dernière grande bataille entre l'Écosse et l'Angleterre avant l'union des couronnes en 1603. Beaton fut assassiné en 1546 et en quelques années l'Écosse subit une réforme majeure de sa religion. Cette réforme fut, contrairement à la majorité des pays européens, très pacifique.
L'Écosse resta cependant divisée. La faction des catholiques, dirigée par la reine-mère, Marie de Guise, tenait les villes de Leith et d’Édimbourg. Élisabeth Ire réussit néanmoins à imposer le protestantisme en bloquant l'aide des Français.
La prétention de Jacques VI d'Écosse au trône d'Angleterre garantit la paix de la fin du XVIe siècle. En effet, il avait été élevé comme protestant.